# Charlie Pace (Lost)

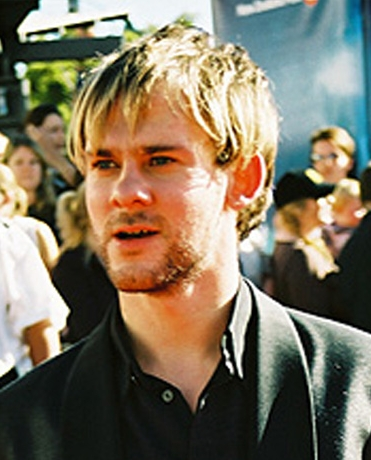
Charlie Pace

Charlie Pace (Dominic Monaghan) este unul dintre personajele principale din serialul de televiziune american Lost.